# Peter Bol
Nagmeldin "Peter" Bol (Khartoem, 22 februari 1994) is een Australisch atleet van Soedanese afkomst, die is gespecialiseerd in de 800 m . Hij nam tweemaal deel aan de Olympische Spelen en won hierbij geen medaille.

## Biografie
Bol werd geboren in Khartoem, maar op 4-jarige leeftijd emigreerde hij met zijn ouders naar Egypte om 4 jaar later naar Australië te emigreren., waar hij opgroeide in Perth. In 2016 nam Bol een eerste keer deel aan de OS. In de reeksen van de 800 m liep hij naar de zesde plaats, wat meteen de uitschakeling betekende. Ook op de WK's van 2017 en 2019 werd Bol uitgeschakeld in de reeksen. In 2021 nam Bol deel aan de uitgestelde Olympische Spelen van 2020 in Tokio. Nadat hij in de reeksen van de 800 meter al een Australisch record had gelopen, won Bol ook zijn halve finale, opnieuw in een Australisch record. In de finale van de 800 meter viel hij met de vierde plaats net naast de medailles, achter de Kenianen Emmanuel Korir en Ferguson Rotich en de Pool Patryk Dobek. Na een 7e plaats op de WK van 2022 won Bol op de Gemenebestspelen van 2022 zijn eerste medaille op een internationaal kampioenschap: in de finale van de 800 meter behaalde hij de zilveren medaille, achter Wyclife Kinyamal.

## Titels
- Australisch kampioen 800 m - 2019, 2021, 2022

## Persoonlijke records

### Outdoor
| Afstand | Prestatie       | Datum            | Plaats           |
| ------- | --------------- | ---------------- | ---------------- |
| 400 m   | 47,20 s         | 23 juni 2016     | Madrid           |
| 600 m   | 1.16,26         | 25 januari 2019  | Glendale         |
| 800 m   | 1.44,00 (ex-AR) | 18 juni 2022     | Parijs           |
| 1000 m  | 2.18,79         | 2 maart 2021     | Melbourne        |
| 1500 m  | 3.35,86         | 11 juni 2022     | Décines-Charpieu |
| Mijl    | 4.01,84         | 22 december 2018 | Geelong          |

### Indoor
| Afstand | Prestatie | Datum            | Plaats  |
| ------- | --------- | ---------------- | ------- |
| 800 m   | 1.47,70   | 12 februari 2019 | Ostrava |

## Prestaties

### 800 m
Kampioenschappen
- 2016: 6e in series OS - 1.49,36
- 2017: 7e in series WK - 1.49,65
- 2019: 5e in series WK - 1.46,92
- 2021: 4e OS - 1.45,92
- 2022: 7e WK - 1.45,51
- 2022:  Gemenebestspelen - 1.47,66

Diamond League-podiumplaatsen
- 2018:  BAUHAUS-galan - 1.44,56
- 2021:  Müller Grand Prix - 1.45,22
- 2022:  Doha Meeting - 1.49,35
- 2022:  Meeting de Paris - 1.44,00